# Blaise Nkufo
Blaise Isetsima Nkufo (ur. 25 maja 1975 w Kinszasie) – szwajcarski piłkarz, urodzony w Demokratycznej Republice Konga. Były reprezentant swojego kraju.